# Marquesado de Guevara
El marquesado de Guevara es un título español creado el 29 de junio de 1653 por el rey Felipe IV a favor de Íñigo Vélez de Guevara, VI conde de Villamediana, II conde de Campo Real y II marqués de Campo Real, por permuta de este último título que quedó anulado.
Era hijo de Beltrán Vélez de Guevara, I marqués de Campo Real,  I conde de Campo Real,  y marqués de Monreale (Cerdeña) y de su esposa Catalina Vélez Ladrón de Guevara y Manrique de la Cerda, IV condesa de Villamediana y IX condesa de Oñate.

## Marqueses de Guevara
|                        | Titular                                              | Periodo                |
| Creación por Felipe IV | Creación por Felipe IV                               | Creación por Felipe IV |
| ---------------------- | ---------------------------------------------------- | ---------------------- |
| I                      | Iñigo Manuel Vélez de Guevara                        | 1653-1699              |
| II                     | Diego Gaspar Vélez de Guevara y Ligne                | 1699-1725              |
| III                    | Melchora Vélez de Guevara y Ligne                    | 1725-1727              |
| IV                     | José María de Guzmán y Vélez de Guevara              | 1727-1781              |
| V                      | Diego Ventura de Guzmán y Fernández de Córdoba       | 1781-1805              |
| VI                     | Diego Isidro de Guzmán y de la Cerda                 | 1805-1849              |
| VII                    | José Rainiero de Guzmán y de la Cerda                | 1850-1891              |
| VIII                   | María del Pilar de Guzmán y de la Cerda              | 1891-1901              |
| IX                     | María del Pilar de Zavala y Guzmán                   | 1901-1915              |
| X                      | María del Pilar García-Sancho y Zabala               | 1915-1916              |
| XI                     | María del Perpetuo Socorro Travesedo y García-Sancho | 1916-1971              |
| XII                    | Luis Rodríguez-Casanova y Travesedo                  | 1971-1987              |
| XIII                   | José Luis Rodríguez-Casanova y González del Valle    | 1987-actual titular    |

## Historia de los marqueses de Guevara
- Iñigo Manuel Vélez de Guevara y Tassis (1642-5 de noviembre de 1699), I marqués  de Guevara, V conde de Villamediana,[1][2] X conde de Oñate,  II conde de Campo Real, II y último marqués de Campo Real, señor de Salinillas y de la casa de Orbea, correo mayor de España y caballero de la Orden del Toisón de Oro.[2]

Casó en Madrid (San Sebastián) el 12 de agosto de 1666 con Luisa Clara de Lamoral y Ligne, de quien fue su segundo esposo. Le sucedió su hijo:
- Diego Gaspar Vélez de Guevara (m. 1725), II marqués de Guevara, VI conde de Villamediana,[2] XI conde de Oñate y II conde de Campo Real.[2]

Casó con María Nicolasa de la Cerda y Aragón. Sin descendencia, le sucedió su hermana:
- Melchora de la Trinidad Vélez de Guevara (m. 1727), III marquesa de Guevara, VII condesa de Villamediana,[2] XII condesa de Oñate y III condesa de Campo Real.

Casó el 18 de noviembre de 1708 con Sebastián Antonio de Guzmán y Spínola, V marqués de Montealegre, V marqués de Quintana del Marco, VI conde de Castronuevo, VI conde de los Arcos, etc. Le sucedió su hijo:
- José María de Guzmán y Guevara (Madrid, 22 de septiembre de 1709-19 de septiembre de 1781), IV marqués de Guevara, VIII conde de Villamediana,[2] XIII conde de Oñate, VI marqués de Montealegre, VI marqués de Quintana del Marco, VII conde de los Arcos, IV conde de Campo Real (II), VII conde de Castronuevo, IX conde de Añover de Tormes, caballero del Toisón de Oro, Gran Cruz de Carlos III, correo mayor de España, caballero de la Orden de San Jenaro, gentilhombre de cámara con ejercicio, sumiller de corps, mayordomo mayor de las reinas María Bárbara de Portugal y María Amalia de Sajonia.[2]

Casó en primeras nupcias el 10 de agosto de 1728 con María Felicia Fernández de Córdoba-Figueroa y Spínola de la Cerda, hija de Nicolás Fernández de Córdoba y de la Cerda, X duque de Medinaceli etc, y su esposa Jerónima Spínola de la Cerda. Casó en segundas nupcias el 21 de septiembre de 1748 con Ventura Francisca Fernández de Córdoba Folch de Cardona Requesens y de Aragón (1712-1768), XI duquesa de Sessa, IX duquesa de Baena, X duquesa de Soma, XV condesa de Cabra etc. Le sucedió un hijo de su primer matrimonio:
- Diego Ventura de Guzmán y Fernández de Córdoba (Madrid, 11 de noviembre de 1738-8 de julio de 1805), V marqués de Guevara,[4] IX conde de Villamediana,[4] XIV conde de Oñate,[4] VII marqués de Montealegre,[4] VII marqués de Quintana del Marco,[4] XVII marqués de Aguilar de Campoo grande de España,[4] VIII conde de Castronuevo,[4] VIII conde de los Arcos,[4] V conde de Campo Real,[4] X conde de Añover de Tormes,[4] XXI conde de Castañeda,[4] caballero de la Orden del Toisón de Oro, etc.[4]

Casó con su prima hermana, María Isidra de la Cerda y Guzmán, XIX duquesa de Nájera, VI marquesa de la Laguna de Camero Viejo, XIV condesa de Paredes de Nava. Le sucedió su hijo:
- Diego Isidro de Guzmán y de la Cerda (1776-1849), VI marqués de Guevara, X conde de Villamediana,[5] XV conde de Oñate,[5] XIX duque de Nájera, XVIII marqués de Aguilar de Campoo,[5] XV conde de Paredes de Nava,[5] VIII marqués de Montealegre,[5] IX marqués de Quintana del Marco, IX conde de Castronuevo,[5] IX conde de los Arcos,[5] VII marqués de la Laguna de Camero Viejo, XVII conde de Treviño, conde de Castañeda, conde de Valencia de Don Juan y VII conde de Campo Real. VI marqués de Guevara

Contrajo un primer matrimonio con María del Pilar de la Cerda y Marín de Resende. Casó en segundas nupcias con María Magdalena Tecla Caballero y Terreros. Le sucedió, de su primer matrimonio, su hijo:
- José Rainiero de Guzmán y de la Cerda (1806-1891), VII marqués de Guevara, XVI conde de Oñate, XXI duque de Nájera (G.E.), X marqués de Montealegre, X marqués de Quintana del Marco, XI conde de Castronuevo. Sin descendientes. Le sucedió su hermana María del Pilar:

- María del Pilar de Guzmán y de la Cerda (1811-1901), VIII marquesa de Guevara, XII marquesa de Montealegre, XXIII duquesa de Nájera (como sucesora de su hermanastro Juan Bautista), XII marquesa de Quintana del Marco, XIX, condesa de Treviño, XVIII condesa de Oñate, XVI condesa de Paredes de Nava, etc.

Casó con Juan de Zavala y de la Puente,  I marqués de Sierra Bullones, III marqués de la Puente y Sotomayor, V marqués de Torreblanca, VI conde de Villaseñor. Le sucedió su hija:
- María del Pilar de Zavala y Guzmán (1841-1915), IX marquesa de Guevara, XXVI duquesa de Nájera, XIX condesa de Paredes de Nava, XXVI duquesa de Nájera, XX marquesa de Aguilar de Campoo, IV marquesa de Sierra Bullones, XX condesa de Oñate, X condesa de Castañeda, XXI condesa de Treviño, VI marquesa de Torreblanca, IX marquesa de Guevara.

Casó con Ventura García-Sancho e Ibarrondo  I conde de Consuegra. Le sucedió su hija:
- María del Pilar García-Sancho y Zabala (1864-1916), X marquesa de Guevara, XVIII marquesa de Quintana del Marco, XXI condesa de Paredes de Nava, XXVII duquesa de Nájera, XXI condesa de Oñate, XXI marquesa de Aguilar de Campoo, VII marquesa de Torreblanca, XXII condesa de Treviño, XI condesa de Castañeda, V marquesa de Sierra Bullones, II condesa de Consuegra.

Casó con Leopoldo de Travesedo y Fernández Casariego. Le sucedió su hija:
- María del Perpetuo Socorro Travesedo y García-Sancho (n. en 1887), XI marquesa de Guevara.

Casó con Florentín Rodríguez-Casanova y García San Miguel, hijo de los marqueses de Onteiro Le sucedió su hijo:
- Luis Rodríguez-Casanova y Travesedo, XII marqués de Guevara, II marqués de Onteiro como sucesor de su abuela la I marquesa de Onteiro.

Casó con María Pilar González del Valle y Herrero. Le sucedió su hijo:
- José Luis Rodríguez-Casanova y González del Valle (n. en 1943), XIII marqués de Guevara.

Casó con Cristina Rumeu de Armas y Cruzat.